# 연무초등학교 (경기)
연무초등학교는 대한민국 경기도 수원시 팔달구에 있는 공립 초등학교이다.

## 학교 연혁
- 1966.12.06 수원연무초등학교 설립 인가
- 1967.03.01 초대 김현규 교장 취임
- 1967.10.07 연무초등학교 개교
- 1969.02.10 제1회 졸업식(180명)
- 1996.03.01 연무초등학교로 학교명 변경
- 2009.09.01 경기도교육청지정 교원능력평가 선도학교 운영
- 2013.03.01 경기도교육청지정 창의경영학교 운영
- 2013.09.01 경기도교육청 혁신학교 지정
- 2014.02.14 제46회 졸업식(90명,총 졸업생 15,356명)
- 2014.03.01 19학급 편성(특수 1학급,유치원 2학급)
- 2015.02.12 제47회 졸업식(87명,총 졸업생 15,443명)
- 2015.03.01 19학급 편성(특수 1학급 포함, 유치원 2학급)
- 2015.03.01 제20대 권월자 교장 취임

## 참고 자료
- 연무초등학교 - 한국교육학술정보원 학교알리미